# Tunggu
Tunggu is een bestuurslaag in het regentschap Grobogan van de provincie Midden-Java, Indonesië. Tunggu telt 1373 inwoners (volkstelling 2010).